# Ехмагора
Ехмагора или Ајхмагора је личност из грчке митологије.

## Етимологија
Његово име има значење „ратоборни дух на пијачном тргу“.

## Митологија
Фијала је била кћерка јунака Алкимедонта, који је живео у пећини на планини Остракини у Аркадији. Када је Херакле пролазио туда, водио је љубав са њом и она је зачела и потом родила сина Ехмагору. Алкимедонт је тада оставио и њу и дете да умру од глади у планини. Ехмагора је тужно плакао и његов плач је подражавала птица крешталица, те довела Херакла до места где су били мајка и дете. Херакле их је ослободио, а оближњи извор је добио назив Киса по овој птици. Ехмагора је израстао у човека. Ову причу је забележио Паусанија.